# ادوار اریو
ادوار اریو (فرانسوی: Édouard Herriot‎؛ ۵ ژوئیه ۱۸۷۲ – ۲۶ مارس ۱۹۵۷) سیاستمدار اهل فرانسه بود.
وی از سال ۱۹۲۴ تا ۱۹۲۵، ۲۰ ژوئیه تا ۲۳ ژوئیه ۱۹۲۶ و ژوئن تا دسامبر ۱۹۳۲ نخست‌وزیر فرانسه و همزمان با آن وزیر امورخارجه این کشور نیز بوده‌است. اریو همچنین مسئولیت‌هایی همچون وزیر امور عمومی فرانسه از سال ۱۹۱۶ تا ۱۹۱۷، وزارت آموزش ملی از سال ۱۹۲۶ تا ۱۹۲۸، رئیس مجلس نمایندگان ۱۹۳۶ تا ۱۹۴۰ و رئیس مجمع ملی ۱۹۴۷ تا ۱۹۵۴ عهده‌دار بوده‌است.